# هم هاوس
هم هاوس یک خانه و موزه واقع در منطقه ریچموند آپون تیمز لندن، بریتانیا می‌باشد. این سرا در سال ۱۶۱۰ به پایان رسید.